# يانيك باندويسكي
يانيك باندويسكي (بالألمانية: Jannik Bandowski)‏ (30 مارس 1994 بكورباخ في ألمانيا - ) هو لاعب كرة قدم ألماني في مركز الظهير. شارك مع منتخب ألمانيا تحت 20 سنة لكرة القدم. أما مع النوادي، فقد لعب مع بوروسيا دورتموند 2 وبوروسيا دورتموند وميونخ 1860.

## روابط خارجية
- جانيك باندويسكي على موقع قاعدة بيانات كرة القدم.إي يو (الإنجليزية)
- جانيك باندويسكي على موقع بيانات كرة القدم. دي إي (الألمانية)
- جانيك باندويسكي على موقع Soccerway.com (الإنجليزية)
- جانيك باندويسكي على موقع عالم كرة القدم.نت (الإنجليزية)
- جانيك باندويسكي على موقع AS.com (الإسبانية)